# Trường Đại học Kinh Bắc
Trường Đại học Kinh Bắc là đơn vị sự nghiệp giáo dục tư thục trực thuộc Bộ Giáo dục và Đào tạo. Trường hiện có trụ sở chính tại tỉnh Bắc Ninh.
Hơn 10 năm xây dựng và phát triển, Nhà trường đã có 18 ngành đào tạo trình độ đại học và 2 ngành đào tạo trình độ thạc sĩ. Số ngành đào tạo trên đã khẳng định sự tin tưởng của Bộ Giáo dục và Đào tạo đối với năng lực quản lý đào tạo, sự đáp ứng của đội ngũ giảng viên và cơ sở vật chất của Trường Đại học Kinh Bắc.

## Hội đồng Trường
- Nguyễn Thị Tuyết Hồng - Chủ tịch Hội đồng Trường

## Ban Giám hiệu

### Phó Hiệu trưởng
- ThS. Đào Thị Bích Thủy
- TS. Phạm Ngọc Trúc

## Các khoa, ngành

### Khoa Kinh tế - Luật
- Tài chính - Ngân hàng
- Kế toán
- Quản trị kinh doanh
- Luật
- Luật kinh tế
- Quản lý nhà nước

### Khoa Công nghệ thông tin - Điện tử truyền thông
- Công nghệ thông tin
- Công nghệ kỹ thuật điện tử - viễn thông

### Khoa Du lịch
- Quản trị dịch vụ Du lịch và Lữ hành

### Khoa Cơ bản
- Ngôn ngữ Anh

### Khoa Kiến trúc - Xây dựng
- Kiến trúc
- Quản lý xây dựng

### Khoa Mỹ thuật ứng dụng
- Thiết kế đồ họa
- Thiết kế thời trang
- Thiết kế nội thất

### Khoa Dược
- Dược Học

### Khoa Y học cổ tryền
- Y học cổ truyền

### Khoa Y khoa
- Y khoa

### Hệ đào tạo sau Đại học
- Quản lý kinh tế
- Luật kinh tế

## Các tổ chức, đoàn thể
- Đoàn Thanh niên
- Hội sinh viên
- Công đoàn Trường

## Phòng chức năng
- Phòng Quản lý đào tạo và Công tác sinh viên
- Phòng Tổ chức - Hành chính - Quản trị
- Phòng Quản lý chất lượng
- Phòng Quản lý Khoa học và HTQT
- Phòng Thanh tra và Pháp chế
- Thư viện Nhà trường

## Trung tâm
- Trung tâm Tuyển sinh và Hợp tác Doanh nghiệp
- Trung tâm Ngoại ngữ và Tin học
- Trung tâm Đào tạo từ xa

## Phòng khám đa khoa Đại học Kinh Bắc
- Địa chỉ: Đường Phúc Sơn, phường Vũ Ninh, tỉnh Bắc Ninh.